# Juana Manuel
Juana Manuel, född 1339, död 1381, var en drottning av Kastilien, gift med Henrik II av Kastilien. Hennes make, som avsatte sin halvbror 1369, legitimerade delvis sina anspråk på Kastiliens tron genom hennes arvsrätt efter sin far. Hon var arvtagerska till länen Escalona, Villena, Peñafiel, Lara och Biscaya, som genom henne införlivades med Kastilien.

## Biografi
Juana Manuel var dotter till prins Juan Manuel av Kastilien och Blanca Nunez de Lara.

### Äktenskap
Juana Manuel blev 1350, vid elva års ålder, gift med Henrik II av Kastilien, utomäktenskaplig son till kung Alfons XI av Kastilien och Leonor de Guzmán. Äktenskapet arrangerades av hennes blivande svärmor, kungens inflytelserika mätress Leonor de Guzmán, då denna ville ha ett fördelaktigt äktenskap för sin son, och Juana Manuel kunde förvänta sig ett stort arv.
Juana Manuel beskrivs som trogen och lojal. Hon följde Henrik på hans exil till Frankrike när Peter I av Kastilien år 1350 efterträdde Alfons XI på tronen. Hennes make gjorde anspråk på sin halvbrors tron genom att hänvisa till sin hustrus släktskap och arvsrättigheter. 1354 närvarade hon vid styrelsen för adelsmän som samlats i staden Toro. När hennes man flydde till Frankrike 1356, blev Juana Manuel kvar i Kastilien, och blev tillfångatagen av kung Peters anhängare. Hon frigavs 1357 tack vare Pedro Carrillo, en magnat som var en anhängare till Henrik II, och sökte tillsammans med denne skydd i Aragonien. Därefter följde hon sin make i hans exil, och beskrivs som en trogen anhängare och stöd till sin make under hans strid mot sin halvbror Peter I.
Juana Manuel var från 1361 vasall ("Dam") över Escalona, Villena och Peñafiel efter sin brorsdotter, och från 1370 vasall ("señora soberana") över Lara och Biscaya. Genom henne kom dessa landområden under Kastilien.

### Drottning
I slaget vid Nájera i april 1367 besegrades Henrik II av Peter I:s trupper och flydde till Frankrike, medan Juana tog sin tillflykt i Zaragoza. Kort därefter återvände paret till Kastilien och deltog i ett två år långt inbördeskrig, som avslutades med att hennes make i mars 1369 avsatte sin bror och besteg tronen som Henrik II. Han legitimerade i varje fall delvis sin rättighet till tronen genom att hänvisa till sin hustrus arvsrätt genom hennes far, som varit prins. Hon deltog sedan vid Henriks sida i hans kamp mot den avsatte kungens anhängare petristerna, och följde honom i hans fälttåg mot dem, bland dem belägringen av Zamora, som kapitulerade 1371.
Juana Manuel blev änka 1379, och hennes man efterträddes av deras son Johan I av Kastilien. Hon överlät då sina förläningar Lara och Biscaya på sin son, och de förenades då med Kastilien. Hon engagerades sig sedan för att försöka finna en lösning på den då pågående schismen inom kyrkan.